# طيران زيمبابوي
طيران زيمبابوي هي شركة الطيران الوطنية في زيمبابوي، تتخد من مطار روبرت غابريل موجابي الدولي بالعاصمة هراري مركزاً لعملياتها. وهي مملوكة بالكامل لحكومة زيمبابوي. في ماي 2017 تم إدراج طيران زيمبابوي في قائمة شركات الطيران المحظورة في الاتحاد الأوروبي بسبب غياب الصيانة الخاصة بالطائرات وعدم مطابقة الشركة لمعايير الاتحاد الأوروبي.

## تاريخ
بدأت الشركة عملياتها في سنة 1980